# Brittany Tiplady
Brittany Tiplady (n. 21 ianuarie 1991, Richmond⁠(d), British Columbia, Canada) este o actriță canadiană. Este cel mai cunoscută pentru rolul Jordan Black din Millennium (1996–1999). Ea a câștigat în 1998 un premiu pentru tânărul artist (Young Artist Award) pentru cea mai bună interpretare într-un serial dramă TV – actriță în rol secundar. Ea a jucat și rolul lui Maggie în filmul american de comedie din 2007 Hot Rod.

## Filmografie

### Film
- 2001, Promisiunea (The Pledge), ca Becky Fiske[4]
- 2007, Rod, Regele Cascadorilor, ca Maggie[5]

### Televiziune
- 1996-1999, Millennium (39 episoade) ca Jordan Black[6]
- 1997, Viață furată (film TV) ca Jennifer Jordan[7]
- 1999, Dosarele X (sezonul 7 episodul Millennium) ca Jordan Black
- 2000, Iubire din trecut (film TV) ca Mary Brown
- 2001, Fantasmele noptii  (sezonul 1 episodul 14) ca Janey Osgoode
- 2002, Viața unui comis-voiajor (film TV) - Katrina
- 2003, Pactul nevestelor (film TV) ca Molly Goodman
- 2006, Colecționarul de suflete  (sezonul 3 episodul 5) ca Brynn
- 2009, Să-ți trăiești visul  (film TV) ca Nicole